# Spheroid Hill
Spheroid Hill är en kulle i Antarktis. Den ligger i Östantarktis. Nya Zeeland gör anspråk på området. Toppen på Spheroid Hill är 1 230 meter över havet, eller 230 meter över den omgivande terrängen. Bredden vid basen är 3,5 km.
Terrängen runt Spheroid Hill är kuperad åt sydväst, men åt nordost är den bergig. Trakten är obefolkad. Det finns inga samhällen i närheten. 